# 小行星4838
小行星4838（4838 Billmclaughlin）是一颗绕太阳运转的小行星，为主小行星带小行星。该小行星于1989年7月2日发现。

## 轨道参数
小行星4838的轨道半长轴为2.3532405 UA，离心率为0.143。